# Allergi
Allergi er en overfølsom (overdreven) reaktion i immunforsvaret på ellers harmløse antigener i vores omgivelser. Allergikere kan reagere på stoffer, som andre ikke reagerer på, herunder husstøvmider, svampesporer, pollen fra græs, birk, el, bynke, stoffer i visse fødevarer og medicin som penicillin. Symptomer er øjne, der løber i vand, kløe i øjne, næse og svælg og på kroppen, vejrtrækningsproblemer astma og nysen.

## Årsag
Antigener, som forårsager allergier kaldes allergener. Hyppige allergener omfatter proteiner på overfladen af pollen og i afføring fra husstøvmider. Mange mennesker, der er allergiske over for katte og hunde er allergiske over for proteiner i dyrets spyt, der bliver deponeret på pelsen, når dyret slikker sig selv. Allergiske reaktioner forekommer typisk meget hurtigt, og som reaktion på små mængder af et allergen. En person allergisk over for katte eller hunde, kan for eksempel, reagere på et par molekyler af allergen efter få minutter. Allergiske reaktioner kan forekomme i mange dele af kroppen, herunder næse, bronkier og hud. Symptomerne kan omfatte nysen, løbende næse, hoste, kløe i øjne, næse, svælg og på kroppen og vejrtrækningsproblemer. Symptomerne på allergi skyldes en to-trins reaktionssekvens i imunforsvaret.
Den første fase, kaldet sensibilisering, opstår, når en person først udsættes for et allergen. Efter et allergen optages i blodbanen, binder det sig til B-celler (plasma celler) med komplementære receptorer. B-cellerne profilerer derefter og udskiller store mængder af antistoffer mod allergenet. Nogle af disse antistoffer binder sig til overfladerne af mastceller, der producerer histamin og andre stoffer som trigger den inflammatoriske respons.
Den anden fase af en allergisk reaktion begynder, når personen udsættes for den samme allergen senere. Allergenet trænger ind i kroppen og binder til antistofferne, der er knyttet til mastcellerne. Dette får mastcellerne til at frigive histamin, der medfører de allergiske symptomer. Ligesom ved inflammation, får histamin blodkarrene til at udvide sig og lække væske hvilket medfører kløende hud, løbende næse og tårer. Antihistaminer er lægemidler, der hæmmer kroppens histamin og giver en midlertidig lindring af allergisymptomerne.
Allergier spænder fra sæsonbestemte gener til alvorlige, livstruende reaktioner. Anafylaktisk shock er en særlig farlig form for allergisk reaktion. Det kan forekomme i mennesker, der er ekstremt følsomme over for bestemte allergener, såsom bigift, penicillin, eller allergener i jordnødder eller skaldyr. Enhver kontakt med disse allergener medfører at mastcellerne frigiver inflammatoriske stoffer meget pludseligt, hvorved blodkarrene udvider sig, hvilket medfører et hurtigt og potentielt fatalt fald i blodtrykket. Heldigvis kan anafylaktisk shock modvirkes med injektioner af hormonet epinefrin. Mennesker med svær allergi bærer ofte en "EPI-pen" for at beskytte sig selv i tilfælde af eksponering.

## Behandling
Ofte behandles der med antihistamin, eller prednison i sværere tilfælde. Allergivaccination er en behandlingsmulighed, der i nogle tilfælde kan komme i betragtning. Vaccinationen tager i dag tre til fem år, hvor jævnlig indsprøjtning med små mængder af allergen under huden gradvis vænner kroppen til at kunne tåle mere af det, allergikeren er overfølsom overfor. Flere forsøg har vist, at allergivaccination kan gøres mere effektivt ved at vaccinere gennem injektioner direkte i en lymfekirtel i lysken. På den måde kan patienten nøjes med tre injektioner over en periode på to måneder.